# Yadira Guevara-Prip
Yadira Helena Guevara-Prip (* 22. Mai 1995 in Miami) ist eine US-amerikanische Schauspielerin, Sängerin und Dramatikerin. In der Science-Fiction-Serie Star Trek:Discovery spielte sie in der zweiten Staffel sowie in dem „Short Trek“ Runaway die Rolle der Königin des Planeten Xahea, Me Hani Ika Hali Ka Po.

## Leben und Karriere
Yadira Guevara Prip besuchte das  Purchase College an der State University of New York in den Fächern Dramatik und Drehbuch und absolvierte die Professional Performing Arts School in New York City. 2011 nahm sie am Perry Mansfield Performing Arts School and Summer Camp teil.
Ihr Off-Broadway-Debüt hatte sie 2013 am New Yorker Rattlestick-Theater in der Rolle der Jessica in dem Stück Basilica von Mando Alvarado. Außerdem spielte Prip unter anderem in Produktionen der Atlantic Theater Company, des Cherry Lane Theatre und des INTAR Theater. Im Jahr 2016 spielte sie die Rolle der Lala in der Weltpremiere von Pia Scala-Zankels Stück Street Children, das in der New York Times Beachtung fand.
Ihr Fernsehdebüt hatte Prip 2016 in der Amazon-Video-Serie Mad Dogs. Als Seriendarstellerin trat sie unter anderem in der Serie Supernatural in der Rolle der Kaia Nieves in Erscheinung; nach einem Piloten war sie mit einer Hauptrolle für das geplante Spin-Off Wayward Sisters eingeplant, das jedoch nicht umgesetzt wurde.
Ab 2018 spielte sie in der CBS-Fernsehserie Star Trek: Discovery und in Star Trek: Short Treks  die Rolle der jungen, hochintelligenten und „nerdigen“ Königin Me Hani Ika Hali Ka Po des Planeten Xahea, die eine nicht unwichtige Rolle im Staffelfinale spielt.
Die erste Rolle als Stammbesetzung hatte sie in See – Reich der Blinden.

## Theater
- Basilica, Rattlestick Theatre Company/Cherry Lane Theater, New York City, 2013[13][14]
- Se Llama Cristina, Intar Theater, New York City, 2015 (als Kind)[15][13]
- Street Children, Vertigo Theater, New York City, 2016 (als Lala)[16][17]
- Tell Hector I miss him, 2016, Atlantic Theater Company, Linda Gross Theater, New York City, 2017[18][13]

## Filmografie (Auswahl)
- 2012: #ImHere – THE CALL (Kurzfilm)
- 2014: About a Brookie (Kurzfilm)
- 2016: Mad Dogs (Fernsehserie, 2 Episoden)
- 2017: Untitled Jenny Lumet Project (Fernsehfilm)
- 2017–2020: Supernatural (Fernsehserie, 5 Episoden)
- 2018: Hello Apartment (Kurzfilm)
- 2018: Dichos (Fernsehserie)
- 2018: Star Trek: Short Treks (Fernsehserie, Episode 1x01 Runaway)
- 2019: Star Trek: Discovery (Fernsehserie, 2 Episoden)
- 2019–2022: See – Reich der Blinden (Fernsehserie, 11 Episoden)
- 2020: High Maintenance (Fernsehserie, Episode 4x06 Adelante)
- 2020: Tote Mädchen lügen nicht (13 Reasons Why, Fernsehserie, 2 Episoden)